# 錫達帕克 (德克薩斯州)
錫達帕克（英語：Cedar Park）是一個位於美國德克薩斯州特拉維斯縣及威廉森縣的城市。

## 人口
根據2020年美國人口普查的數據，錫達帕克的面積為66.56平方千米，當中陸地面積為66.05平方千米，而水域面積為0.51平方千米。當地共有人口77595人，而人口密度為每平方千米1,166人。